# Armenis
Els armenis (en armeni Հայեր, Hayer) són un grup humà i nació originari de la zona del Caucas i l'Altiplà d'Armènia. La seva distribució actual es troba al voltant d'Armènia, Geòrgia, Rússia i altres petites comunitats en la diàspora armènia (especialment després del genocidi armeni perpetrat per l'Imperi Otomà a principis del segle XX). La seva població actual es calcula en uns 8-10 milions d'habitants. Fins al setembre del 2023, els armenis també van ser la majoria de la població de la República d'Artsakh.
La religió majoritària dels armenis és el cristianisme, i és la primera nació que la va abraçar oficialment (vers l'any 301); practiquen una branca pròpia d'aquesta religió, l'Església Apostòlica Armènia i la religió i les seves institucions tenen un paper rellevant en les seves comunitats.
Els armenis s'autodenominen hay, en honor del fundador mític del seu poble, Haik. Descendeixen dels indoeuropeus, alguns historiadors els associen amb la branca original i uns altres amb els hitites. Haurien arribat a Armènia cap al segle vii aC.
Els armenis parlen deu dialectes diferents, intercomprensibles: l'armeni oriental és usat a Armènia, al Caucas i a l'Iran, i l'armeni occidental s'usa a la resta del món. Situats entre Europa i l'Àsia, la nació armènia és posseidora d'una cultura única que ha perdurat al llarg dels temps. La dansa i música armènies són de les més antigues del món, i encara són practicades avui en dia. La seva cuina, tan antiga com el seu poble, és una rica combinació de diversos ingredients i aromes provinents de l'Altiplà d'Armènia.